# Bernissartiidae
De Bernisartiidae vormen een familie van uitgestorven Crocodylomorpha uit het Vroeg-Krijt die tot de Neosuchia behoren. De familie is vernoemd naar Bernissartia, die op zijn beurt weer is vernoemd naar het Belgische Bernissart.
Fossielen zijn gerapporteerd uit België, Frankrijk, Spanje, Engeland, Tunesië en de Verenigde Staten. Het bevat momenteel de twee geslachten Bernissartia van de oude Sainte-Barbe Clays uit het Barremien van België en Koumpiodontosuchus uit de even oude Wessexformatie van Zuid-Engeland. Leden van deze familie vertonen aanpassingen voor een durofage levensstijl, vooral het heterodontische gebit van Koumpiodontosuchus. Er zijn onbekende overblijfselen gemeld uit de Oum ed Diab-afzetting van Tunesië, de Cloverlyformatie en de Arundel Clay van de Verenigde Staten, de La Huérguinaformatie, de Blesaformatie, de Villanueva de Huervaformatie, de El Castellarformatie, de Camarillasformatie en de El Colladoformatie uit Spanje en het beenderbed van Angeac-Charente uit Frankrijk.

## Uiterlijk/leefwijze
Bernisartiiden leken sterk op de huidige krokodilachtigen, maar waren erg klein (zestig centimeter). Hun kaken waren sterk genoeg om schelpen en de botten van kleine dieren te breken. Ook vingen de dieren er kleine vissen mee.

## Geslachten
- Bernissartia